# FC Al Tahrir
Football Club Al Tahrir w skrócie FC Al Tahrir – erytrejski klub piłkarski z siedzibą w Asmarze, występujący w pierwszej lidze erytrejskiej.

## Sukcesy
- I liga[1]:
  - mistrzostwo (2): 1997, 2007.

## Występy w afrykańskich pucharach
| Sezon | Rozgrywki     | Runda   | Kraj  | Klub         | Dom | Wyjazd | Dwumecz |
| ----- | ------------- | ------- | ----- | ------------ | --- | ------ | ------- |
| 2008  | Liga Mistrzów | wstępna | Kenia | Tusker FC    | –   | –      | –       |
| 2008  | Liga Mistrzów | 1       | Egipt | Al-Ahly Kair | –   | –      | –       |

## Stadion
Domowe mecze klub rozgrywa na stadionie o nazwie Olympic Stadium w Asmarze, który może pomieścić 10000 widzów.